# Villaciervos
Villaciervos település Spanyolországban, Soria tartományban. Villaciervos Golmayo, Calatañazor, Abejar és Cidones községekkel határos. Lakosainak száma 86 fő (2024).

## Népesség
A település népessége az elmúlt években az alábbi módon változott:
| Lakosok száma | 92   | 117  | 114  | 107  | 98   | 99   | 90   | 87   | 78   | 86   |
|               | 2001 | 2004 | 2007 | 2009 | 2012 | 2014 | 2017 | 2019 | 2022 | 2024 |